# Newington (New Hampshire)
Pour les articles homonymes, voir Newington.
Newington est une municipalité américaine située dans le comté de Rockingham au New Hampshire. Selon le recensement de 2010, sa population est de 753 habitants.

## Géographie
La municipalité s'étend sur 12,46 milles carrés (32,27 km2), dont 4,27 milles carrés (11,06 km2) d'étendues d'eau.
L'aéroport international de Portsmouth à Pease (en) est en partie situé sur le territoire de Newington.

## Histoire
D'abord appelée Bloody Point, la localité est renommée Newington en 1714 par le gouverneur Joseph Dudley (en). Elle devient une municipalité cinquante ans plus tard, en 1764.